# 小月月事件
小月月是中國天涯社区用户“蓉荣”创造的一个虚构人物。人物所在的帖子曾一度受到网民疯狂追捧，更有网民根据故事情节改编成了漫画版和广播版。

## 事件经过
事件起源于2010年10月5日，天涯社区用户“蓉荣”发表一篇题为《感谢这样一个极品的朋友给我带来了这样一个悲情的国庆，深度八做留恋》的帖子，文中介绍了作者在国庆期间接待高中同学“小月月”及小月月的男朋友“小W”到上海游玩两天一夜的经历。根据作者在帖子中的介绍，小月月是安徽芜湖人，身材矮胖（身高150厘米，体重160斤），在当地担任幼儿园教师。由于在帖子中所述小月月的行为超越常人想象，网友纷纷给之冠以“极品”等称号，并表示“最极品的女人，在她面前，芙蓉姐姐和凤姐都只是浮云（不值得一提）”。小月月被网民疯狂追捧，成为一时的网络热点话题。截至10月9日18时，帖子的点击率超过2400万人次，回复数多达67000条。10月13日，作者宣告正式结束连载。小月月事件让人感受到了网络文化的冲击力。

## 反应
小月月一帖走红后，大量网友迅速涌向原帖关注留言，使得该帖的访问量和跟帖量都创下记录。大量网友开始持续关注蓉荣的更新，尤其是大结局，专门熬到深夜。更有网友成立“拜月神教”，尊奉小月月为“教主”，并设立很多恶搞内容的“教规”。同时，小月月的出现让人们开始反省审丑文化，对网络外大众的愚弄更重要还是事实更重要。娱乐文化下对个人隐私的侵犯，媒体的社会责任在哪里？
《完美丈夫》剧组讨论修改相关剧本，加拍有关小月月的故事，并且已经有演员去剧组试戏。不过，剧组表示，他们想拍的是一个并不恶心的、纯情的小月月。
本帖发表后，便有大量质疑声音，认为是网络写手进行炒作，并有网友开始对作者进行人肉搜索。还有报道针对帖子中较为不雅的内容，批评这是一种“审丑文化”。